# Swartzieae
Tribu
Synonymes
- Tounateeae Baill.[2]

Les Swartzieae sont une tribu de plantes à fleurs dicotylédones de la famille des Fabaceae, sous-famille des Faboideae, originaire des régions tropicales d'Amérique et d'Afrique, qui compte une quinzaine de genres.

## Liste des genres
Selon BioLib (14 août 2018) :
- Aldina Endl.
- Amburana Schwacke & Taub.
- Ateleia (DC.) Benth.
- Baphiopsis Benth. ex Baker
- Bocoa Aubl.
- Candolleodendron R.S. Cowan
- Cordyla Lour.
- Cyathostegia (Benth.) Schery
- Exostyles Schott
- Harleyodendron R.S. Cowan
- Holocalyx Micheli
- Lecointea Ducke
- Mildbraediodendron Harms
- Swartzia Schreb.
- Zollernia Wied-Neuw. & Nees

## Sous-clades et genres selon les données de la phylogénie moléculaire
- Swartzioïdes sensu stricto Ireland et al. 2000
  - Bobgunnia J. H. Kirkbr. & Wiersema
  - Bocoa Aubl.
  - Candolleodendron R. S. Cowan
  - Fairchildia Britton & Rose[1]
  - Swartzia Schreb.

- Atelioïdes Ireland et al. 2000
  - Ateleia (DC.) Benth.
  - Cyathostegia (Benth.) Schery
  - Trischidium Tul.[13]